# Littlefield
Littlefield és una població dels Estats Units a l'estat de Texas. Segons el cens del 2000 tenia 6.507 habitants.

## Demografia
Segons el cens del 2000, Littlefield tenia 6.507 habitants, 2.390 habitatges, i 1.699 famílies. La densitat de població era de 419,4 habitants/km².
Dels 2.390 habitatges en un 34,2% hi vivien nens de menys de 18 anys, en un 54% hi vivien parelles casades, en un 11,7% dones solteres, i en un 28,9% no eren unitats familiars. En el 27% dels habitatges hi vivien persones soles el 14,2% de les quals corresponia a persones de 65 anys o més que vivien soles. El nombre mitjà de persones vivint en cada habitatge era de 2,64 i el nombre mitjà de persones que vivien en cada família era de 3,22.
Per edats la població es repartia de la següent manera: un 29,3% tenia menys de 18 anys, un 8,9% entre 18 i 24, un 24,1% entre 25 i 44, un 19,9% de 45 a 60 i un 17,8% 65 anys o més.
L'edat mediana era de 36 anys. Per cada 100 dones de 18 o més anys hi havia 89,3 homes.
La renda mediana per habitatge era de 26.271 $ i la renda mediana per família de 29.842 $. Els homes tenien una renda mediana de 25.978 $ mentre que les dones 20.160 $. La renda per capita de la població era de 15.018 $. Aproximadament el 18,8% de les famílies i el 20,8% de la població estaven per davall del llindar de pobresa.

## Poblacions més properes
El següent diagrama mostra les poblacions més properes.